# Paralacydes fuscovenata
Paralacydes fuscovenata là một loài bướm đêm thuộc phân họ Arctiinae, họ Erebidae.